# Championnat d'Angleterre de rugby à XV 2016-2017
Navigation
Aviva Premiership
 2015-2016 Aviva Premiership 2017-2018
Le championnat d'Angleterre de rugby à XV 2016-2017, qui porte le nom Aviva Premiership de son sponsor du moment, oppose les douze meilleures équipes anglaises de rugby à XV.
Le championnat débute le 2 septembre 2016 et s'achève le 27 mai 2017 par une finale au stade de Twickenham, à Londres. Une première phase de classement voit s'affronter toutes les équipes en matchs aller et retour. À la fin de cette phase régulière, les quatre premières équipes sont qualifiées pour les demi-finales et la dernière du classement est rétrogradée en RFU Championship. La saison se termine sur une phase de playoff avec des demi-finales et une finale pour l'attribution du titre.
Les tenants du titres sont les Saracens, tandis que Bristol Rugby est promu en première division.
Les Exeter Chiefs sont sacrés champions d'Angleterre pour la première fois de leur histoire, après avoir battu les Wasps en finale sur le score de 23 à 20, après prolongations. Bristol Rugby termine à la dernière place du classement général et retourne donc aussitôt en deuxième division.
Cette saison, le meilleur joueur du championnat et le demi d'ouverture néo-zélandais des Wasps : Jimmy Gopperth. Il est également le meilleur réalisateur du championnat. Christian Wade termine quant à lui meilleur marqueur d'essais.

## Liste des équipes en compétition
| Bath Bristol Exeter Gloucester Harlequins Leicester Newcastle Northampton Sale Saracens Wasps Worcester |

La compétition oppose pour la saison 2016-2017 les douze meilleures équipes anglaises de rugby à XV :
| - Bath Rugby - Bristol Rugby - Exeter Chiefs - Gloucester Rugby | - Harlequins - Leicester Tigers - Northampton Saints - Newcastle Falcons | - Sale Sharks - Saracens - Wasps - Worcester Warriors |

## Résumé des résultats

### Classement de la phase régulière
Les Wasps terminent à la première classe du classement général à l'issue de la saison régulière avec 84 points, devançant les Exeter Chiefs, qui ont autant de points. Bristol Rugby est dernier du classement avec seulement 20 points et sont donc relégués en deuxième division,.
| Rang | Club               | J  | V  | N | D  | Bo | Bd | Pm  | Pe  | Diff | Pts |
| ---- | ------------------ | -- | -- | - | -- | -- | -- | --- | --- | ---- | --- |
| 1    | Wasps              | 22 | 17 | 1 | 4  | 13 | 1  | 693 | 502 | +191 | 84  |
| 2    | Exeter Chiefs      | 22 | 15 | 3 | 4  | 15 | 3  | 667 | 452 | +215 | 84  |
| 3    | Saracens (T)       | 22 | 16 | 1 | 5  | 8  | 3  | 579 | 345 | +234 | 77  |
| 4    | Leicester Tigers   | 22 | 14 | 0 | 8  | 6  | 4  | 567 | 445 | +122 | 66  |
| 5    | Bath Rugby         | 22 | 12 | 0 | 10 | 5  | 6  | 486 | 440 | +46  | 59  |
| 6    | Harlequins         | 22 | 11 | 0 | 11 | 5  | 3  | 532 | 526 | +6   | 52  |
| 7    | Northampton Saints | 22 | 10 | 0 | 12 | 5  | 7  | 476 | 490 | -14  | 52  |
| 8    | Newcastle Falcons  | 22 | 10 | 0 | 12 | 5  | 4  | 430 | 581 | -151 | 49  |
| 9    | Gloucester Rugby   | 22 | 7  | 2 | 13 | 6  | 8  | 533 | 537 | -4   | 46  |
| 10   | Sale Sharks        | 22 | 7  | 1 | 14 | 6  | 4  | 471 | 595 | -124 | 40  |
| 11   | Worcester Warriors | 22 | 5  | 2 | 15 | 5  | 4  | 466 | 662 | -196 | 33  |
| 12   | Bristol Bears (P)  | 22 | 3  | 0 | 19 | 2  | 6  | 382 | 707 | -325 | 20  |

|  | Qualifiés pour la phase finale et la coupe d'Europe 2017-2018 (no 1, no 2, no 3, no 4).                                                           |
|  | Qualifiés pour la coupe d'Europe 2017-2018 (no 5, no 6).                                                                                          |
|  | Qualifié pour la coupe d'Europe 2017-2018 si un club anglais des six premières places remporte la coupe d'Europe ou le Challenge européen (no 7). |
|  | Relégué en RFU Championship pour la saison 2017-2018 (no 12).                                                                                     |
|  | T : tenant du titre 2015-2016 ; P : promu 2015-2016                                                                                               |

Attribution des points : victoire sur tapis vert : 5, victoire : 4, match nul : 2, défaite : 0, forfait : -2 ; plus les bonus (offensif : 4 essais marqués ; défensif : défaite par 7 points d'écart maximum).
Règles de classement : 1. Nombre de victoires ; 2.différence de points ; 3. nombre de points marqués ; 4. points marqués dans les matchs entre équipes concernées ; 5. Nombre de victoires en excluant la 1re journée, puis la 2e journée, et ainsi de suite.

### Phase finale
Les quatre premiers de la phase régulière sont qualifiés pour les demi-finales. L'équipe classée première affronte à domicile celle classée quatrième alors que la seconde reçoit la troisième.
|  | Demi-finales                            | Demi-finales                         |               |    | Finale                                         | Finale                                         |
|  | Demi-finales                            | Demi-finales                         |               |    | Finale                                         | Finale                                         |
|  |                                         |                                      |               |    |                                                |                                                |
|  | le 20 mai 2017 au Sandy Park, Exeter    | le 20 mai 2017 au Sandy Park, Exeter |               |    | le 27 mai 2017 au stade de Twickenham, Londres | le 27 mai 2017 au stade de Twickenham, Londres |
|  | le 20 mai 2017 au Sandy Park, Exeter    | le 20 mai 2017 au Sandy Park, Exeter |               |    | le 27 mai 2017 au stade de Twickenham, Londres | le 27 mai 2017 au stade de Twickenham, Londres |
|  | Exeter Chiefs                           | 18                                   |               |    | le 27 mai 2017 au stade de Twickenham, Londres | le 27 mai 2017 au stade de Twickenham, Londres |
|  | Exeter Chiefs                           | 18                                   |               |    | le 27 mai 2017 au stade de Twickenham, Londres | le 27 mai 2017 au stade de Twickenham, Londres |
|  | Saracens                                | 16                                   |               |    | le 27 mai 2017 au stade de Twickenham, Londres | le 27 mai 2017 au stade de Twickenham, Londres |
|  | Saracens                                | 16                                   | Exeter Chiefs | 23 |                                                |                                                |
|  | le 20 mai 2017 au Ricoh Arena, Coventry |                                      | Exeter Chiefs | 23 |                                                |                                                |
|  |                                         | Wasps                                | 20            |    |                                                |                                                |
|  | Wasps                                   | Wasps                                | 20            | 21 |                                                |                                                |
|  | Wasps                                   |                                      |               | 21 |                                                |                                                |
|  | Leicester Tigers                        | 20                                   |               |    |                                                |                                                |
|  | Leicester Tigers                        | 20                                   |               |    |                                                |                                                |

## Résultats détaillés

### Phase régulière

#### Tableau synthétique des résultats
L'équipe qui reçoit est indiquée dans la colonne de gauche.
| Clubs              | BAT   | BRI   | EXE   | GLO   | HAR   | LEI   | NEW   | NOR   | SAL   | SAR   | WAS   | WOR   |
| ------------------ | ----- | ----- | ----- | ----- | ----- | ----- | ----- | ----- | ----- | ----- | ----- | ----- |
| Bath Rugby         |       | 16-9  | 11-17 | 44-20 | 22-12 | 27-21 | 58-5  | 32-30 | 30-3  | 14-11 | 3-24  | 37-22 |
| Bristol Rugby      | 12-11 |       | 17-41 | 14-32 | 8-42  | 16-21 | 27-39 | 10-32 | 13-31 | 0-39  | 21-36 | 28-20 |
| Exeter Chiefs      | 10-13 | 38-34 |       | 27-27 | 36-25 | 31-10 | 36-14 | 36-12 | 30-25 | 13-34 | 35-35 | 57-22 |
| Gloucester Rugby   | 6-15  | 26-18 | 20-34 |       | 27-30 | 31-38 | 13-18 | 12-13 | 39-30 | 31-23 | 36-18 | 55-19 |
| Harlequins         | 21-20 | 21-19 | 26-39 | 28-24 |       | 18-27 | 53-17 | 20-9  | 29-26 | 17-10 | 32-13 | 36-14 |
| Leicester Tigers   | 34-14 | 50-17 | 15-34 | 34-9  | 25-6  |       | 30-3  | 19-11 | 41-18 | 12-16 | 22-34 | 34-13 |
| Newcastle Falcons  | 24-22 | 19-14 | 19-32 | 16-14 | 38-32 | 13-14 |       | 46-31 | 19-17 | 27-35 | 30-34 | 16-14 |
| Northampton Saints | 14-18 | 32-26 | 20-19 | 23-20 | 22-20 | 31-36 | 16-22 |       | 24-5  | 25-27 | 15-20 | 24-14 |
| Sale Sharks        | 27-24 | 23-24 | 3-21  | 13-26 | 19-10 | 34-30 | 26-24 | 12-32 |       | 13-28 | 34-28 | 36-26 |
| Saracens           | 53-10 | 27-9  | 13-13 | 24-20 | 40-19 | 24-10 | 21-6  | 27-12 | 29-18 |       | 30-14 | 35-3  |
| Wasps              | 40-26 | 70-22 | 25-20 | 35-22 | 47-18 | 22-16 | 31-6  | 32-30 | 34-24 | 35-15 |       | 40-33 |
| Worcester Warriors | 25-19 | 41-24 | 32-48 | 23-23 | 24-17 | 23-28 | 11-9  | 17-18 | 34-34 | 24-18 | 12-26 |       |

|  | Victoire à domicile |  | Match nul |  | Défaite à domicile |

### Phase finale

#### Demi-finales
Les Exeter Chiefs remportent la première demi-finale en s'imposant 18-16 face aux Saracens en toute fin de match, grâce à un essai de Sam Simmonds.

La seconde demi-finale et remportée d'un point par les Wasps, qui battent les Leicester Tigers dans les derniers instants dans la partie grâce à un essai de Josh Bassett.
| 20 mai 2017 14 h 30 | Exeter Chiefs | 18-16 (6-6) | Saracens                                                                 | Sandy Park, Exeter 12 436 spectateurs Arbitre : Wayne Barnes |
| 20 mai 2017 14 h 30 | Essai(s) : 2 Nowell (43e), Simmonds (80e) Transformation(s) : 1 Steenson (44e) Pénalité(s) : 2 Steenson (26e, 31e) |             | Essai(s) : 2 Wyles (57e), Ellery (75e) Pénalité(s) : 2 Farrell (5e, 15e) | Sandy Park, Exeter 12 436 spectateurs Arbitre : Wayne Barnes |
| 20 mai 2017 14 h 30 | |             |                                                                          | Sandy Park, Exeter 12 436 spectateurs Arbitre : Wayne Barnes |

| 20 mai 2017 17 h 15 | Wasps | 21-20 (16-13) | Leicester Tigers                                                                                                | Ricoh Arena, Coventry 29 051 spectateurs Arbitre : Matthew Carley |
| 20 mai 2017 17 h 15 | Essai(s) : 2 Beale (8e), Bassett (78e) Transformation(s) : 1 Gopperth (10e) Pénalité(s) : 3 Gopperth (2e, 24e, 40e) |               | Essai(s) : 2 Betham (27e), Veainu (52e) Transformation(s) : 2 Burns (29e, 54e) Pénalité(s) : 2 Burns (17e, 21e) | Ricoh Arena, Coventry 29 051 spectateurs Arbitre : Matthew Carley |
| 20 mai 2017 17 h 15 | |               | | Ricoh Arena, Coventry 29 051 spectateurs Arbitre : Matthew Carley |

#### Finale
La finale oppose, les Exeter Chiefs aux Wasps. La rencontre est très disputée : Exeter marque les deux premiers essais de la rencontre par l'intermédiaire de Jack Nowell puis Phil Dollman (en) et mène 14 à 3 après moins d'une demi-heure de jeu. Toutefois, le club du Devon encaisse deux essais en cinq minutes, marqués par Jimmy Gopperth et Elliot Daly. Finalement, grâce au jeu au pied de leur ouvreur et capitaine Gareth Steenson, les Chiefs reviennent au score et égalisent dans les derniers instants, entraînant des prolongations. Le buteur nord-irlandais d'Exeter devient ensuite le héros des Chiefs en passant le coup de pied de la gagne à deux minutes de la fin de cette prolongation. Les Exeter Chiefs remportent ainsi le tout premier Championnat d'Angleterre de leur histoire,.
| 27 mai 2016 14 h 30 | Wasps | 20 - 23 (a.p.) (10-14) | Exeter Chiefs | Stade de Twickenham, Londres 79 657 spectateurs Arbitre : JP Doyle |
| 27 mai 2016 14 h 30 | Essai(s) : 2 Gopperth (40e), Daly (43e) Transformation(s) : 2 Gopperth (40e, 44e) Pénalité(s) : 2 Gopperth (18e, 54e) |                        | Essai(s) : 2 Nowell (13e), Dollman (27e) Transformation(s) : 2 Steenson (14e, 28e) Pénalité(s) : 3 Steenson (64e, 80e, 98e) | Stade de Twickenham, Londres 79 657 spectateurs Arbitre : JP Doyle |
| 27 mai 2016 14 h 30 | |                        | | Stade de Twickenham, Londres 79 657 spectateurs Arbitre : JP Doyle |

## Statistiques
Les statistiques incluent la phase finale.

### Meilleurs réalisateurs
L'ouvreur néo-zélandais des Wasps, Jimmy Gopperth, termine meilleur réalisateur du championnat avec 292 points marqués. Il devance Stephen Myler (190 points) ainsi que Freddie Burns et Gareth Steenson (183 points).
| Rang | Joueur          | Club               | Points | Essais | Transf. | Pén. | Drops |
| ---- | --------------- | ------------------ | ------ | ------ | ------- | ---- | ----- |
| 1    | Jimmy Gopperth  | Wasps              | 292    | 10     | 64      | 38   | 0     |
| 2    | Stephen Myler   | Northampton Saints | 190    | 0      | 32      | 42   | 0     |
| 3    | Freddie Burns   | Leicester Tigers   | 183    | 2      | 22      | 41   | 2     |
| -    | Gareth Steenson | Exeter Chiefs      | 183    | 1      | 53      | 24   | 0     |
| 5    | Alex Lozowski   | Saracens           | 175    | 6      | 20      | 34   | 1     |
| 6    | George Ford     | Bath Rugby         | 142    | 1      | 28      | 23   | 4     |
| 7    | Owen Williams   | Leicester Tigers   | 125    | 3      | 22      | 21   | 1     |
| 8    | Nick Evans      | Harlequins         | 115    | 1      | 16      | 26   | 0     |
| 9    | Tim Swiel       | Harlequins         | 103    | 2      | 15      | 21   | 0     |
| 10   | AJ MacGinty     | Sale Sharks        | 101    | 0      | 21      | 19   | 0     |

### Meilleurs marqueurs
Christian Wade, l'ailier des Wasps, est le meilleur marqueurs d'essais de la saison avec dix-sept réalisations.
| Rang | Joueur            | Club              | Essais |
| ---- | ----------------- | ----------------- | ------ |
| 1    | Christian Wade    | Wasps             | 17     |
| 2    | James Short       | Exeter Chiefs     | 11     |
| 3    | Jimmy Gopperth    | Wasps             | 10     |
| -    | Semesa Rokoduguni | Bath Rugby        | 10     |
| -    | Denny Solomona    | Sale Sharks       | 10     |
| -    | Olly Woodburn     | Exeter Chiefs     | 10     |
| 7    | Chris Ashton      | Saracens          | 9      |
| -    | Vereniki Goneva   | Newcastle Falcons | 9      |
| -    | Matt Scott        | Gloucester Rugby  | 9      |
| -    | Charlie Sharples  | Gloucester Rugby  | 9      |
| -    | Thomas Waldrom    | Exeter Chiefs     | 9      |

## Récompenses
Les nommés pour le prix du meilleur joueur de la saison sont : Jimmy Gopperth, Joe Launchbury, Louis Picamoles, Michael Rhodes, Mark Wilson et Olly Woodburn. Finalement, c'est Jimmy Gopperth, meilleur réalisateur et parmi les meilleurs marqueurs du championnat, qui remporte la distinctions. Il fait aussi partie de l'équipe type de la saison,.
Le troisième ligne centre de Bath Rugby, Zach Mercer, est quant à lui élu Jeune joueur de la saison.
| Distinction               | Lauréat        | Club       |
| ------------------------- | -------------- | ---------- |
| Joueur de la saison       | Jimmy Gopperth | Wasps      |
| Jeune joueur de la saison | Zach Mercer    | Bath Rugby |
| Meilleur marqueur         | Christian Wade | Wasps      |
| Meilleur réalisateur      | Jimmy Gopperth | Wasps      |

| Poste                  | Joueurs             | Joueurs             | Joueurs             | Joueurs                  | Joueurs                  | Joueurs                  |
| ---------------------- | ------------------- | ------------------- | ------------------- | ------------------------ | ------------------------ | ------------------------ |
| Arrière                | [15] Telusa Veainu  | [15] Telusa Veainu  | [15] Telusa Veainu  | [15] Telusa Veainu       | [15] Telusa Veainu       | [15] Telusa Veainu       |
| Trois quarts ailes     | [14] Christian Wade | [14] Christian Wade | [14] Christian Wade | [11] Olly Woodburn       | [11] Olly Woodburn       | [11] Olly Woodburn       |
| Trois quarts centres   | [13] Elliot Daly    | [13] Elliot Daly    | [13] Elliot Daly    | [12] Brad Barritt        | [12] Brad Barritt        | [12] Brad Barritt        |
| Charnière              | [10] Jimmy Gopperth | [10] Jimmy Gopperth | [10] Jimmy Gopperth | [9] Richard Wigglesworth | [9] Richard Wigglesworth | [9] Richard Wigglesworth |
| Troisième ligne centre | [8] Louis Picamoles | [8] Louis Picamoles | [8] Louis Picamoles | [8] Louis Picamoles      | [8] Louis Picamoles      | [8] Louis Picamoles      |
| Troisième ligne aile   | [7] Jackson Wray    | [7] Jackson Wray    | [7] Jackson Wray    | [6] Don Armand           | [6] Don Armand           | [6] Don Armand           |
| Deuxième ligne         | [5] Courtney Lawes  | [5] Courtney Lawes  | [5] Courtney Lawes  | [4] Joe Launchbury       | [4] Joe Launchbury       | [4] Joe Launchbury       |
| Piliers                | [3] Kyle Sinckler   | [3] Kyle Sinckler   | [3] Kyle Sinckler   | [1] Mako Vunipola        | [1] Mako Vunipola        | [1] Mako Vunipola        |
| Talonneur              | [2] Jamie George    | [2] Jamie George    | [2] Jamie George    | [2] Jamie George         | [2] Jamie George         | [2] Jamie George         |